# Miroslav Oršula
Miroslav Oršula (* 12. dubna 1971) je bývalý slovenský fotbalista, záložník.

## Fotbalová kariéra
Hrál za Duklu Praha, Baník Prievidza a Baník Ratíškovice. V československé lize nastoupil ve 27 utkáních a dal 1 gól, v české lize nastoupil v 24 utkáních a dal 1 gól a ve slovenské lize nastoupil ve 102 utkáních a dal 7 gólů.

## Ligová bilance
| Ročník                                   | Zápasy | Góly | Klub            |
| ---------------------------------------- | ------ | ---- | --------------- |
| 1. československá fotbalová liga 1991/92 | 13     | 0    | Dukla Praha     |
| 1. československá fotbalová liga 1991/92 | 14     | 1    | Dukla Praha     |
| 1. česká fotbalová liga 1993/94          | 24     | 1    | FK Dukla Praha  |
| Corgoň liga 1995/96                      | 15     | 1    | Baník Prievidza |
| Corgoň liga 1996/97                      | 28     | 3    | Baník Prievidza |
| Corgoň liga 1997/98                      | 21     | 0    | Baník Prievidza |
| Corgoň liga 1998/99                      | 26     | 2    | Baník Prievidza |
| Corgoň liga 1999/00                      | 12     | 1    | Baník Prievidza |
| CELKEM I. ČS. LIGA                       | 51     | 2    |                 |
| CELKEM I. SLOV. LIGA                     | 102    | 7    |                 |